# Casas-palacio de Cargadores a Indias
Las casas-palacio de cargadores a Indias son las viviendas palaciegas construidas por los mercaderes que comerciaban con el Nuevo Mundo en los siglos XVI y XVII en Sevilla y en los siglos XVII y XVIII en Cádiz, El Puerto de Santa María (llamada la Ciudad de los Cien Palacios) y Sanlúcar de Barrameda.

## Sevilla
Alonso Morgado refirió en 1587 que los vecinos de Sevilla habían mejorado las fachadas de sus viviendas:

Todos los vecinos labran ya las casas a la calle, lo cual da mucho lustre a la ciudad. Porque en tiempos pasados todo edificar era dentro del cuerpo de las casas, sin cuidar de lo exterior, según que hallaron a Sevilla en tiempos de los moros.

Pedro Mejía escribió en 1548 el siguiente diálogo local:

-Vamos y tomemos por esta otra calle, que está muy embarazada con la labor de este mercader.
-Bien decís, más ¡qué buena delantera ha hecho en su casa!
-Cierto, en grande manera se ha esto enmendado en Sevilla, porque todos labran ya a la calle y de diez años a esta parte se han hecho más ventanas y rejas a ellas que en los treinta de antes.

Una de las casas palacio del siglo XVI que se conserva en la ciudad es la Casa de los Pinelo, construida para un canónigo miembro de una familia de comerciantes genoveses.
Se conoce la ubicación de las casas de muchos mercaderes de origen vasco. Ignacio Ybarburu, que aparece en las juntas del consulado desde 1667 a 1684, tenía su casa en la calle Cruces. Andrés de Madariaga e Iturbe fue consiliario, cónsul y prior del consulado, que asistió a las juntas entre 1636 y 1646, tenía su casa junto al convento de San Francisco. Juan Lizarralde, que fue consiliario del consulado y acudió a sus juntas de 1653 a 1663, tenía su casa en la plaza de San Bartolomé. Los Jáuregui, por su parte, tenían la casa en la calle Murillo.
Cuatro casas-palacio conocidas de cargadores a Indias en Sevilla que se han conservado son las siguientes:
- Palacio de los Payba, en la  calle Cuna, actualmente de la condesa de Lebrija.[7]
- Palacio de Tomás Mañara, en la calle Levíes.[8]
- Palacio de Juan de la Fuente Almonte en la calle Virgen de los Buenos Libros.[8]
- Palacio de Antonio María Bucarelli en la calle Santa Clara, en la actualidad propiedad de su descendente el conde de Santa Coloma.[8]

|                                  |
| Palacio de la condesa de Lebrija |

|                   |
| Palacio de Mañara |

|                                       |
| Palacio de los condes de Santa Coloma |

## Cádiz
- Palacio de los Marqueses de Casa Recaño y Torre de Tavira, erigido hacia 1730 por el cargador genovés Bernardo Recagno, I marqués de Casa Recaño, en la zona más elevada del casco histórico. Sigue el esquema habitual en la casas de cargadores a Indias, con portada de mármol, patio porticado y escalera con yeserías. El elemento más singular es su torre mirador, conocida como Torre de Tavira, convertida desde 1788 en vigía del puerto gaditano.
- Casa del Almirante, erigida hacia 1685 por el cargador portugués Diego de Barrios, padre de Ignacio de Barrios, almirante de la Flota de Indias, por quien recibe su nombre. Destacan en su conjunto la portada de mármoles genoveses y el patio columnado, al que se abre una escalera cubierta por cúpula semiesférica.
- Casa de las Cadenas, erigida a finales del siglo XVII por el cargador portugués Manuel de Barrios, debiendo su nombre a las cadenas que lució en su portada como privilegio por haber albergado a la custodia del Corpus en 1692, cuando la procesión fue sorprendida por una tormenta. La portada es obra de mármoles italianos atribuida a J. A. Ponsonelli. El patio y la escalera conservan la estructura original.
- Casa de las Cuatro Torres, erigida entre 1736 y 1745 por el cargador sirio Juan de Fragela, engloba cuatro edificios independientes, pero concebidos con espíritu unitario. Presenta rasgos significativos del barroco dieciochesco gaditano, como las torres mirador y la decoración pintada en fachadas.
- Casa de las Cinco Torres, conjunto erigido hacia 1771, conformado por cinco viviendas simétricas, cada una con su propia torre de avistamiento, que junto a las de la vecina Casa de las Cuatro Torres protagonizaban la singular vista de la ciudad a los viajeros que llegaban por mar.

|                                                                           |
| Vista de las torres de los cargadores de Cádiz desde la Torre de Poniente |

|                                                             |
| Torre de Tavira del Palacio de los Marqueses de Casa Recaño |

|                                                     |
| Portada del Palacio de los Marqueses de Casa Recaño |

|                           |
| Casa de las Cuatro Torres |

|                    |
| Casa del Almirante |

|                     |
| Casa de las Cadenas |

## El Puerto de Santa María
Destacan:
- Palacio de Araníbar, erigido en torno a 1660 por el cargador vasco Juan de Araníbar, conserva un extraordinario artesonado de origen mudéjar y formas geométricas
- Casa-Palacio de Vizarrón o de las Cadenas, erigida durante los siglos XVII-XVIII. En los años 1729 y 1730 albergó a los reyes de España Felipe V e Isabel de Farnesio, otorgándosele el privilegio de colocar cadenas en su puerta.
- Palacio y Torre de los Marqueses de Villarreal de Purullena, erigido en el siglo XVIII por los cargadores y marqueses del mismo nombre siguiendo en su interior una profusa decoración rococó. Contaba con un extraordinario mobiliario y bellos jardines. Anunciado como futura sede de la Fundación Goytisolo.
- Palacio de Santa Cruz o de Valdivieso, que se construye en el siglo XVII siguiendo el mismo esquema compositivo del de Araníbar, con monumental portada flanqueada por columnas de orden toscano y remate superior con doble frontón.
- Palacio de Bernabé y Madero, también conocido como Palacio de Álvarez-Cuevas, del siglo XVIII, con patio interior y torre-mirador.
- Casa de Roque Aguado, del siglo XVIII, que incorpora elementos barrocos y con un patio, herrajes y yeserías que refuerzan en su interior el carácter áulico del edificio.
- Palacio de Reynoso, del siglo XVIII, de bello patio interior y sede provisional del Ayuntamiento.

|                                 |
| Portada del Palacio de Araníbar |

|                                                 |
| Patio del Palacio de Valdivieso o de Santa Cruz |

|                             |
| Palacio de Bernabé y Madero |

|                                |
| Portada del Palacio de Reynoso |

|                      |
| Casa de Rogue Aguado |

|                                                       |
| Portada del Palacio de Vizarrón o Casa de las Cadenas |

|                                                             |
| Palacio y Torre de los Marqueses de Villarreal de Purullena |

## Sanlúcar de Barrameda
- Casa de Arizón, construida a principios del siglo XVIII, conserva el sector residencial y los almacenes. Tiene una torre mirador en forma de sillón a la manera de algunas torres-mirador de Cádiz.
- Casa de Moreda, construida en el siglo XVII, se le conoce también por el nombre de Casa de Manjón, 2 apellido de los propietarios del edificio desde hace doscientos años.
- Casa Rodríguez Pérez o Casa Mergelina, construida en los siglos XVII y XVIII. Está situada en la calle San Agustín.

|                             |
| Escudo de la Casa de Arizón |

|                       |
| Casa de Moreda-Manjón |